# Цивільний кодекс України
Цивільний кодекс України (скор. ЦКУ) — основний нормативно-правовий акт цивільного законодавства України, прийнятий Верховною Радою України 16 січня 2003 року.
Цивільний кодекс України є кодифікованим нормативним актом (законом) яким регулюються особисті немайнові та майнові відносини (цивільні відносини), учасниками яких є фізичні та юридичні особи, Держава Україна, територіальні громади, іноземні держави та інші суб'єкти публічного права.

## Структура Цивільного кодексу
Побудований за пандектною системою Цивільний кодекс України складається з шести книг, розмежованих за сферою регулювання:
1. Книга перша. Загальні положення
  - Розділ 1. Основні положення
  - Розділ 2. Особи
  - Розділ 3. Об'єкти цивільних прав
  - Розділ 4. Правочини. Представництво
  - Розділ 5. Строки та терміни. Позовна давність
2. Книга друга. Особисті немайнові права фізичної особи
3. Книга третя. Право власності та інші речові права
  - Розділ 1. Право власності
  - Розділ 2. Речові права на чуже майно
4. Книга четверта. Право інтелектуальної власності
5. Книга п'ята. Зобов'язальне право
  - Розділ 1. Загальні положення про зобов'язання
  - Розділ 2. Загальні положення про договір
  - Розділ 3. Окремі види зобов'язань
  - Підрозділ 1. Договірні зобов'язання (Глава 54-77)
  - Підрозділ 2. Недоговірні зобов'язання (Глава 78-83)
6. Книга шоста. Спадкове право

## Сфера регулювання
За своєю суттю та призначенням Цивільний кодекс є кодексом приватного права, тобто провідним актом у системі законодавства, що регулює відносини у приватній сфері, його положення мають застосовуватися не тільки до традиційних «суто цивільних» відносин, а й до взаємин суб'єктів споріднених відносин. Так, до регулювання сімейних відносин, при використанні найманої праці, у сферах використання природних ресурсів та охорони довкілля норми ЦК застосовуються субсидіарно, тобто у випадках, якщо ці відносини не врегульовані іншими (спеціальними) актами законодавства.